# Tour de Saint-Jean
La tour de Saint-Jean (en catalan : Torre de Sant Joan) est une ancienne tour de défense de la ville d'Amposta, dans la comarque de Montsià, en Catalogne.
Construite en 1576 sur l'ordre de Philippe II d'Espagne pour se défendre contre les attaques des pirates sarrasins, la tour n'est de nos jours plus qu'une ruine.

## Histoire et description

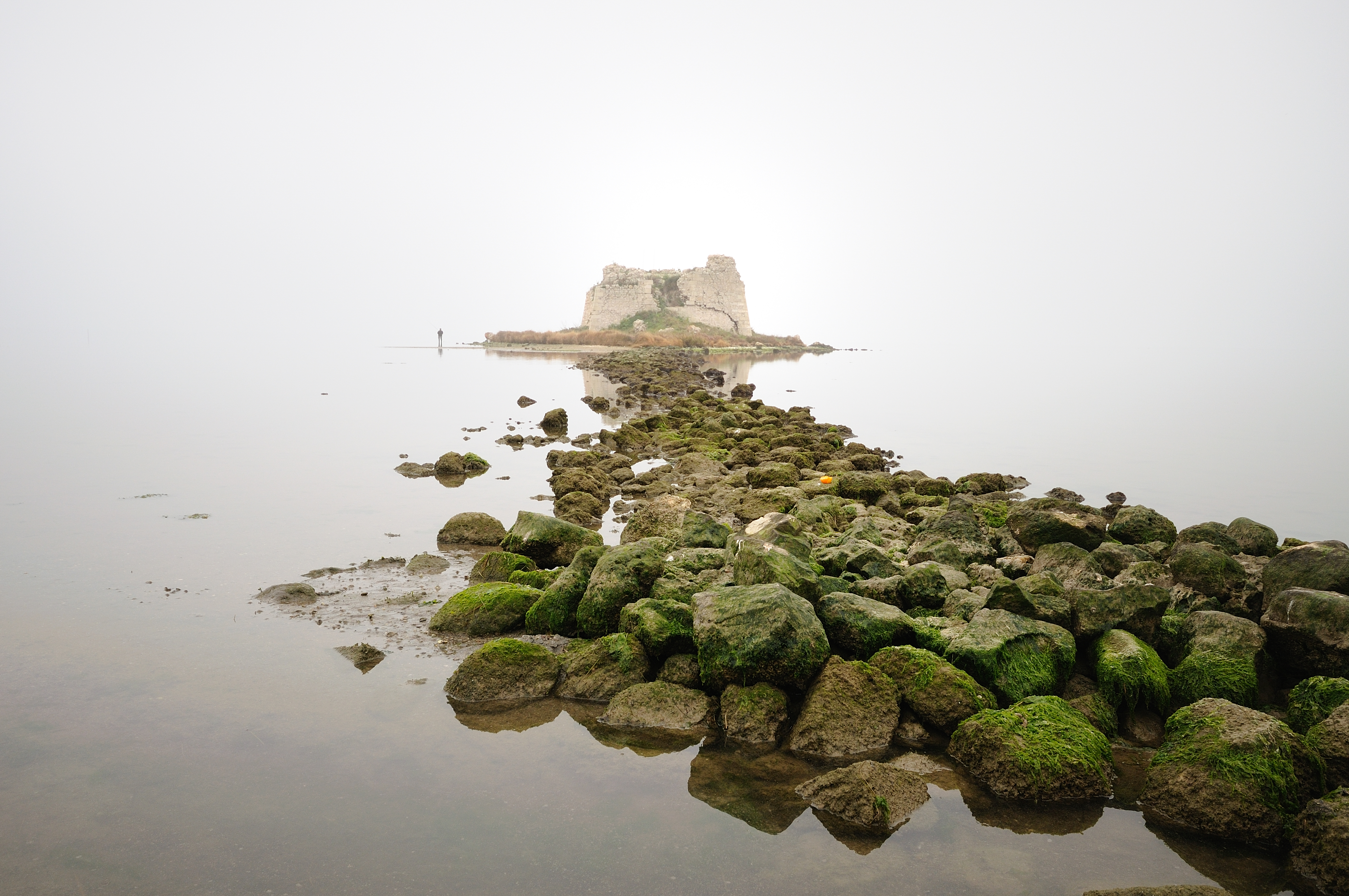
Tour de Saint-Jean avec son chemin d'accès.

## Protection
La tour fait l’objet d’un classement en Espagne au titre de bien d'intérêt culturel depuis le 22 avril 1949,.

### Sources et bibliographie
- (ca) Catàleg del patrimoni històric, artístic et arquitectònic, Ajuntament (mairie) d'Amposta, avril 2007, 160 p. (lire en ligne) [PDF]